# Nyžňa Telyčka
Nyžňa Telyčka (ukrajinsky Нижня Теличка) je od roku 1923 městská čtvrť ukrajinské metropole. Nachází se na pravém břehu řeky Dněpr, jižně od centra města mezi Pivděnným a Darnyckým mostem. Čtvrti dominují průmyslové stavby, sídlí zde Kyjevský dřevozpracující závod či závod železobetonových konstrukcí.

## Historie

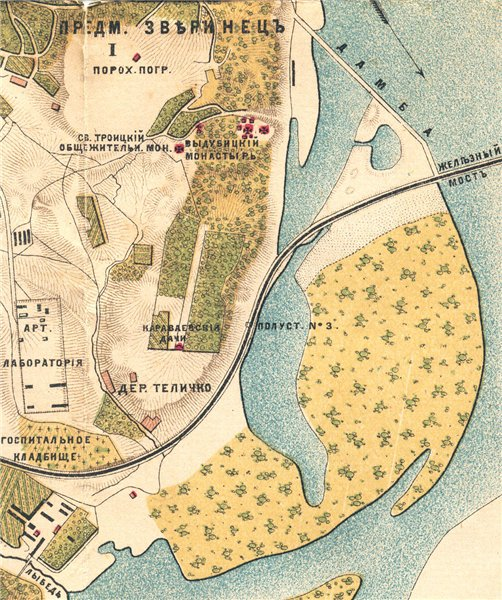
Nyžňa Telyčka na mapě Kyjeva a okolí v roce 1890

Území dnešní Nyžní Telyčky původně zabíralo Lysohirské rameno, které bylo při budovaní starého Darnyckého mostu odvodněno, čímž se bývalé rameno proměnilo v písčitou pustinu porostlou vinnou révou a lučními pláněmi. 
V roce 1902 se poprvé objevuje toponymum Nyžňa Telyčka. Nyžňa Telyčka se stala součástí Kyjeva v roce 1923, tehdy byla rozdělena mezi bývalé rajóny Pečersk, Lenin, Kirov a Charkov. Během první světové války byly v Nyžné Telyčce dřevozpracující a cihlářské továrny, které patřily různým majitelům, zejména Kyjevskopečerské lávře.
Po druhé světové válce se v 60. a 70. letech 20. století v Nižné Telyčce začala vytvářet průmyslová zóna. V 80. letech 20. století byla pro návrh přestupního uzlu Vydubyči definitivně zbourána nízkopodlažní budova zámku Nižňa Telyčka. Od roku 2020 je průmyslová zóna Telyčka druhou největší v Kyjevě podle rozlohy po průmyslové zóně Nyvky.
Na konci 20. století většina průmyslových podniků Nižné Telyčky omezila nebo zastavila svou činnost. Počátkem 21. století se plánovaly revitalizace průmyslové zóny Telyčka.

## Doprava
Čtvrť byla díky své poloze na břehu Dněpru a poblíž železničního mostu obsluhována vodní a železniční dopravou. V roce 1914 byla otevřena železniční zastávka Botanična na kyjevském železničním uzlu.
Před otevřením metra v oblasti byla dopravní obsluha řešena autobusy, které jezdily k stanici metra Dnipro kolem břehu Dněpru. V roce 1991 se otevřela stanice metra Vydubyči v blízkosti čtvrti. Později při otevření Pivděnného mostu se měla také otevřít stanice metra Telyčka, která se nacházela přímo v čtvrti, z důvodu malé poptávky a nedostatku pěnez je z ní jen kombinovaná trakční-snižovací měnírna a staniční ventilační uzel.
V roce 2001 byla v rámci rekonstrukce přestupního uzlu v okolí stanice metra Vydubyči, bylo otevřeno autobusové nádraží a stejnojmenná vlaková zastávka obsluhována Kyjevskou městskou železnicí a Kyiv-Boryspil Expressem.